# Astrosphaeriella trochus
Astrosphaeriella trochus är en svampart som först beskrevs av Penz. & Sacc., och fick sitt nu gällande namn av David Leslie Hawksworth 1981. Astrosphaeriella trochus ingår i släktet Astrosphaeriella och familjen Melanommataceae.   Inga underarter finns listade i Catalogue of Life.